# His Majesty's Theatre
L'His Majesty's Theatre è un teatro sito ad Haymarket nel West End di Londra.
Il teatro, che ha una capienza di 1216 posti, ha la particolarità di cambiare regolarmente il nome da Her Majesty's Theatre a His Majesty's Theatre in base al genere del sovrano regnante in Gran Bretagna. Era quindi noto come "Her Majesty's Theatre" durante il regno della regina Vittoria, ma fu poi ribattezzato "His Majesty's Theatre" nel 1901 in onore dell'incoronazione di Edoardo VII, mantenendo il nome anche durante i regni di Giorgio V, Edoardo VIII e Giorgio VI. Nel 1952, con l'incoronazione di Elisabetta II, il teatro tornò a chiamarsi "Her Majesty's Theatre", per poi essere nuovamente ribattezzato "His Majesty's Theatre" il 6 maggio 2023 in seguito all'incoronazione di Carlo III.

## Storia

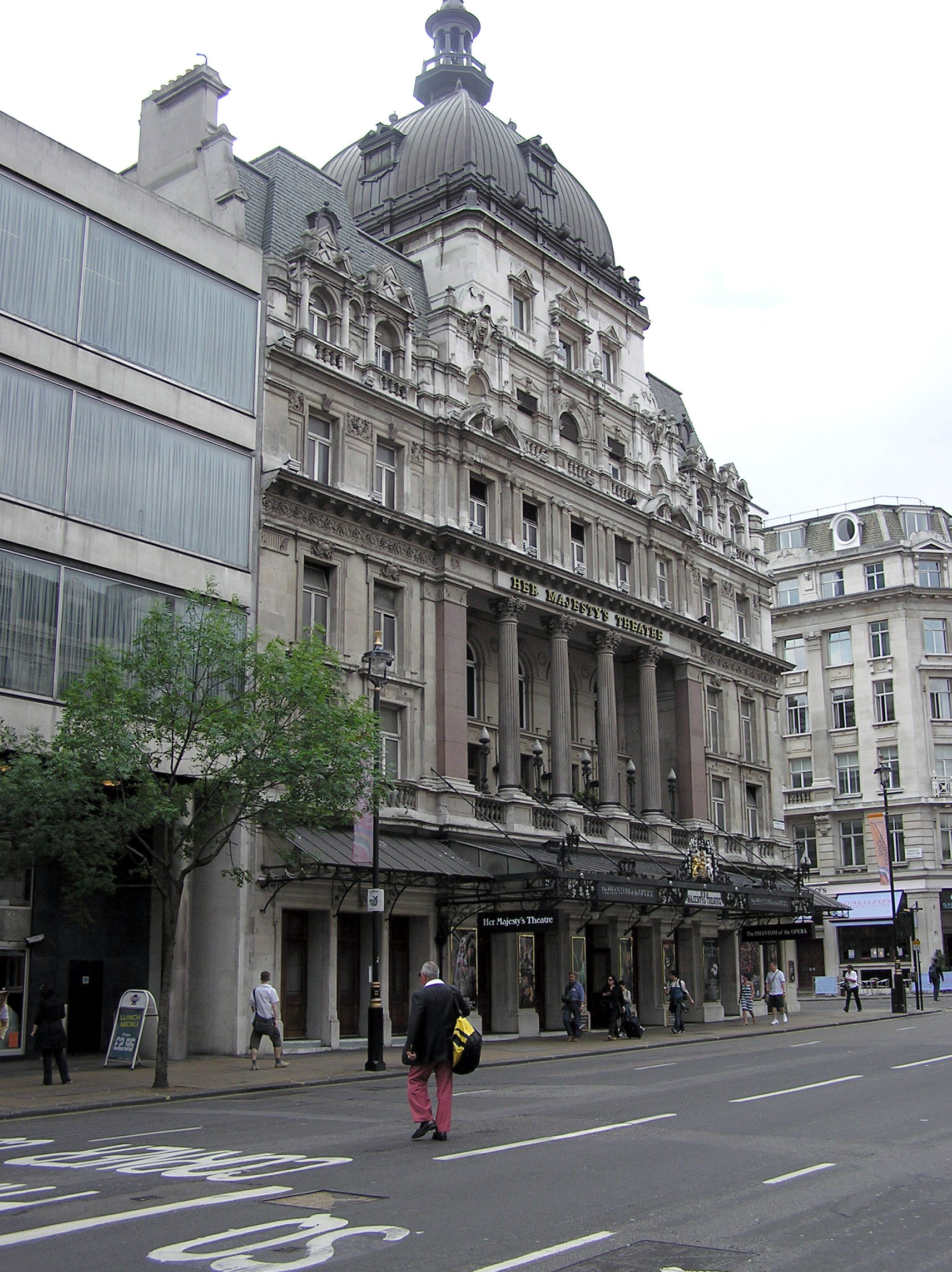
Lo Her Majesty's Theatre rappresenta The Phantom of the Opera dal 1986

Già nel 1705 venne edificato un teatro nella strada denominata Haymarket, sita nel distretto di St. James's. Il primo edificio venne costruito da John Vanbrugh e si chiamava The Queen's Theatre, sotto il regno di Anna d'Inghilterra, e The King’s Theatre dopo il 1714, quando il suo successore fu un monarca di sesso maschile.

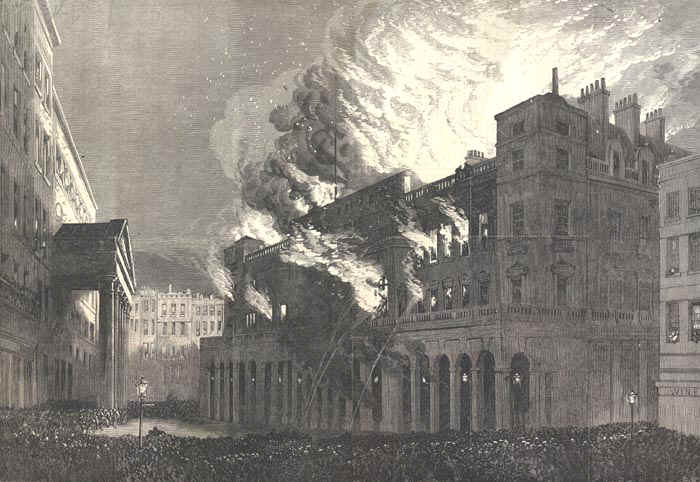
Incendio del 1867

A quell'epoca erano pochissimi i teatri autorizzati in tutta la città di Londra. Il teatro venne adibito alla rappresentazione dell'opera dal 1710 a quando nel 1789 venne distrutto da un incendio. Qui vennero date le prime della maggior parte delle opere composte da Händel a partire dal suo trasferimento in Inghilterra.
Il secondo teatro venne inaugurato nel 1791. Vide la rappresentazione della prima londinese de La clemenza di Tito di Mozart nel 1806, di Così fan tutte nel 1811, e di Don Giovanni nel 1816. John Nash e George Renton fecero delle modifiche al prospetto ed alla sala fra il 1816 ed il 1818, oltre ad aggiungere un arco, detto Royal Opera Arcade, che si trova sul retro del teatro ed è rimasto visibile.
Fra i direttori musicali del King's Theatre  dell'epoca, si può citare il celebre ed eccentrico arpista francese Nicolas Bochsa (1789-1856) che tenne questa funzione per sei anni a partire dal 1827. Quando la regina Vittoria salì al trono nel 1837, il nome del teatro venne cambiato in Her Majesty's Theatre, Italian Opera House. La parte del nome «Italian Opera House» venne abbandonata nel 1847. Nel dicembre 1867 il teatro venne nuovamente distrutto da un incendio.

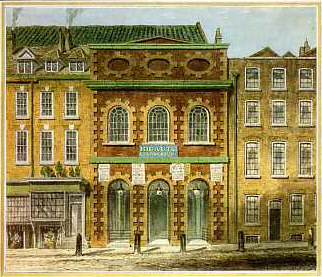
L'ex King's Theatre in una cartolina ottocentesca

Il terzo teatro venne costruito nel 1869 e poi demolito nel 1892. La sua funzione rimase principalmente la rappresentazione di opere e balletti.
Il quarto teatro, costruito da C.J. Phills, venne inaugurato nel 1897. Quest'ultimo teatro, tranne che nei primi anni, venne dedicato alla rappresentazione di musical. Con l'ascesa al trono di Edoardo VII nel 1901, il teatro cambiò il nome in His Majesty's Theatre, che mantenne fino al 1952 conl'incoronazione della regina Elisabetta II. La commedia musicale Chu Chin Chow debuttò nel 1916 e rimase in cartellone per 2235 rappresentazioni, un record per l'epoca.
Bitter Sweet, di Noël Coward, vi realizzò 697 rappresentazioni a far data dal 1929. Le commedie musicali ebbero il predominio in questo teatro dopo la seconda guerra mondiale. Fra le più note si ricordano: Brigadoon (1949), Paint Your Wagon (1953), West Side Story (1958) e Fiddler on the Roof che realizzò 2030 rappresentazioni a partire dal 1967.
Dal 1982 al 1985 dal teatro venne trasmesso Live from Her Majesty's, in diretta televisiva dalla catena ITV1. Durante una di queste puntate, Tommy Cooper svenne morendo sulla scena nel 1984.
Dal 1986 viene messo in scena il musical The Phantom of the Opera.
Il teatro ha una capienza di 1216 posti.